# Yo no me llamo Javier (Maxi Single)
Yo no me llamo Javier es el primer trabajo musical de la banda española de rock alternativo Los Toreros Muertos, publicado como maxisencillo  por Ariola Records en 1986. 
El álbum contiene los primeros éxitos de la banda, "Yo no me llamo javier" y "Mi agüita amarilla", que le dieron impulso a la carrera de la banda y fueron incluidos en el álbum 30 años de éxitos, lanzado el mismo año. Los otros dos temas del maxisencillo no fueron incluidos en dicho álbum, no obstante "Bares, Bares" se incluyó en el álbum recopilatorio Los Toreros Muertos, lanzado en 2007, mientras que "Oy, oy, oy, qué pena me doy" no fue incluido en ningún álbum.
El diseño de la portada, claramente influenciado por Joan Miró, correría a cargo del propio Pablo Carbonell, como sería costumbre en los siguientes carátulas de discos del grupo.

## Listado de canciones
- Cara A

1. "Yo no me llamo Javier" (J. L. Moure / P. Carbonell)
2. "Oy, oy, oy, qué pena me doy" (G. Piccolini / P. Carbonell)

- Cara B

1. "Mi agüita amarilla" (P. Carbonell)
2. "Bares, Bares" (G. Piccolini / P. Carbonell)

## Integrantes
- Pablo Carbonell - Voz, Compositor
- Many Moure - Bajista, Compositor
- Guillermo Piccolini - Teclados, Compositor